# Франкельбах
Франкельбах (нім. Frankelbach) — громада в Німеччині, розташована в землі Рейнланд-Пфальц. Входить до складу району Кайзерслаутерн. Складова частина об'єднання громад Оттербах-Оттерберг.
Площа — 5,29 км2. Населення становить 289 ос. (станом на 31 грудня 2020).